# Kerkorde
De kerkorde regelt het recht zoals dat wordt gehanteerd in een protestantse kerk, met uitzondering van de Anglicaanse Kerk waar men - in navolging van de Rooms-Katholieke Kerk - het heeft over het canoniek recht. In het dagelijks taalgebruik is de kerkorde doorgaans het gedrukte reglement van een specifiek kerkgenootschap.
Het doel van de kerkorde is het bewaren of handhaven van de goede orde in de gemeente en het openhouden van de weg van het heil voor de mensen. Hierdoor kan het heil bij mensen komen en kunnen er eventueel maatregelen worden getroffen wanneer dat nodig is. Daarnaast bewaart de kerkorde de kerk bij haar belijdenis.
Johannes Calvijn en Heinrich Bullinger stelden in het eerste artikel van de Consensus Tigurinus dat de gehele geestelijke regering van de kerk er op gericht is dat zij mensen bij Christus brengt.

## Manieren van kerkregering
Er zijn zeer verschillende stelsels van kerkregering. Deze vallen uiteen in drie categorieën:
- Het episcopalisme, een hiërarchische structuur waarin bisschoppen een grote plaats hebben. Er is sprake van een top-down structuur.
- Congregationalisme, de kerk is een vereniging van individuen en zij draagt zelf alle kerkelijk gezag.
- Presbyteriaal-synodaal, de plaatselijke kerk is een zelfstandige kerk die geregeerd wordt door een raad van ouderlingen (niet door predikant of bisschop). Men zoekt de gemeenschap der gelovigen in een groter bovenplaatselijk verband door middel van meerdere vergaderingen (classis, synodes).

## Nederland
In veel protestants-gereformeerde kerken in Nederlandse geldt de Dordtse Kerkorde (DKO), of een afgeleide daarvan. Denk bijvoorbeeld aan de Gereformeerde Gemeente of de Christelijke Gereformeerde Kerken. De kerkorde van de PKN is mede afgeleid van de lutherse kerkorde. De kerkorde van de Hersteld Hervormde Kerk is een update van de Nederlands Hervormde Kerkorde van 1951.
Veel evangelische gemeenten en pinkstergemeenten is sprake van een congregationalistisch systeem. Hierbij verenigen kerken zich op vrijwillige basis. Denk bijvoorbeeld aan de ABC-gemeenten die met elkaar samenwerken.